# Frygiska
Frygiska är ett utdött indoeuropeiskt språk som talades av frygerna i Frygien, numera Turkiet. 

## Klassificering
Frygiska språket är känt genom något hundratal inskrifter som har hittats men inte kunnat tolkas. Det ska enligt en teori vara besläktat med grekiskan, och kan, tillsammans med armeniska språket, ha bildat en egen grupp inom den indoeuropeiska språkfamiljen.

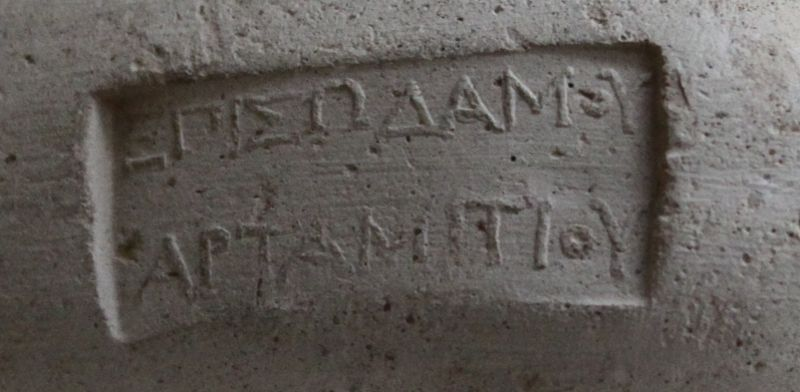
Inskriven keramik från Gordion. Ägaren är Episodamos, Artamitios son

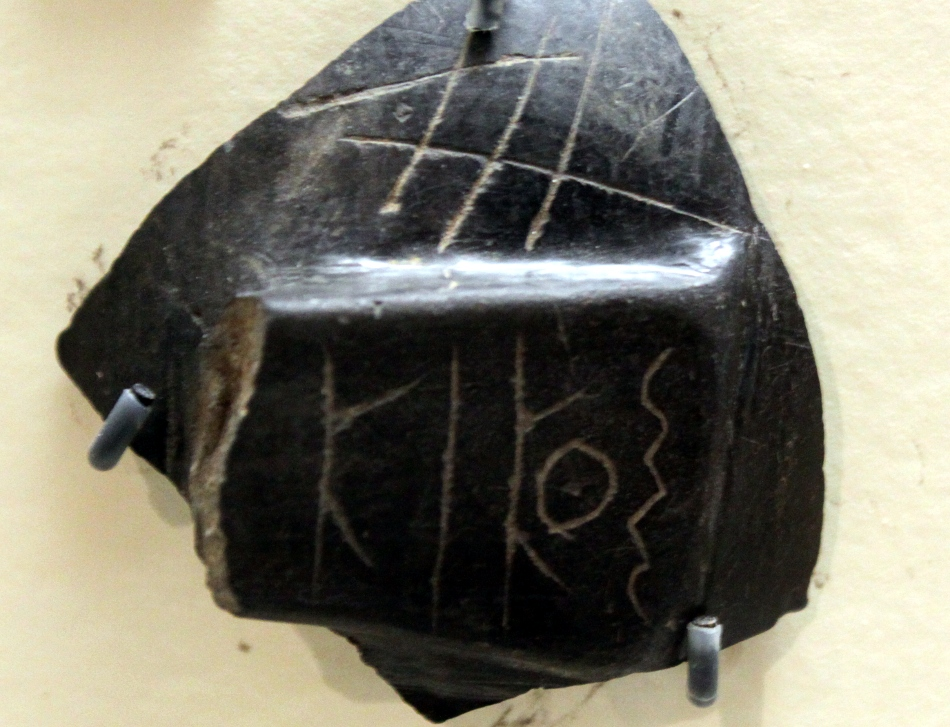
Inskriven keramik från Gordion. Ägaren hette Kikos

## Lexikon
Följande lista representerar frygiska ord som man kan enkelt känna igen, på grund av deras likhet med andra indoeuropeiska språk, bland annat svenska.
| Frygiska  | Transkription | Svenska     |
| --------- | ------------- | ----------- |
| AYTO      | auto          | själv       |
| ΒΕΚΟΣ     | bekos         | bröd        |
| ΒΕΡ       | ber           | att bära    |
| ΒΡΑΤEΡE   | bratere       | broder      |
| ΓΕΡΜΕ     | jerme         | varm, värme |
| ΜΑΙΜΑΡΗΑΝ | maemarean     | marmor      |
| ΜΑΤΑΡ     | matar         | mor         |
| ONOMAN    | onoman        | namn        |
| ΟΙΝΙΣ     | oenis         | vin         |
| ΠΟΡ       | por           | för         |